# Odochilus buruensis
Odochilus buruensis är en skalbaggsart som beskrevs av Antoine Boucomont 1926. Odochilus buruensis ingår i släktet Odochilus och familjen Aphodiidae. Inga underarter finns listade i Catalogue of Life.